# Patricia Luna
Patricia Marcela Luna del Castillo (Callao, 24 marzo 1965) è un'ex cestista peruviana.

## Carriera
Con il Perù ha preso parte ai Campionati mondiali del 1983.